# Kostoľany nad Hornádom
Kostoľany nad Hornádom est un village de Slovaquie situé dans la région de Košice.

## Histoire
Première mention écrite du village en 1423.

## Démographie

### Évolution de la population
| Année:               | 1994. | 2004. | 2014.   | 2024.   |
| -------------------- | ----- | ----- | ------- | ------- |
| Nombre de personnes: | 0     | 1199  | 1229    | 1188    |
| Différence:          |       | –     | +2,50 % | -3,33 % |

| Année:               | 2023. | 2024.   |
| -------------------- | ----- | ------- |
| Nombre de personnes: | 1207  | 1188    |
| Différence:          |       | -1,57 % |